# Dianthus ingoldbyi
Dianthus ingoldbyi là loài thực vật có hoa thuộc họ Cẩm chướng. Loài này được Turrill mô tả khoa học đầu tiên năm 1924.